# Madre de Dios
|  | Per a altres significats, vegeu «Departament de Madre de Dios». |

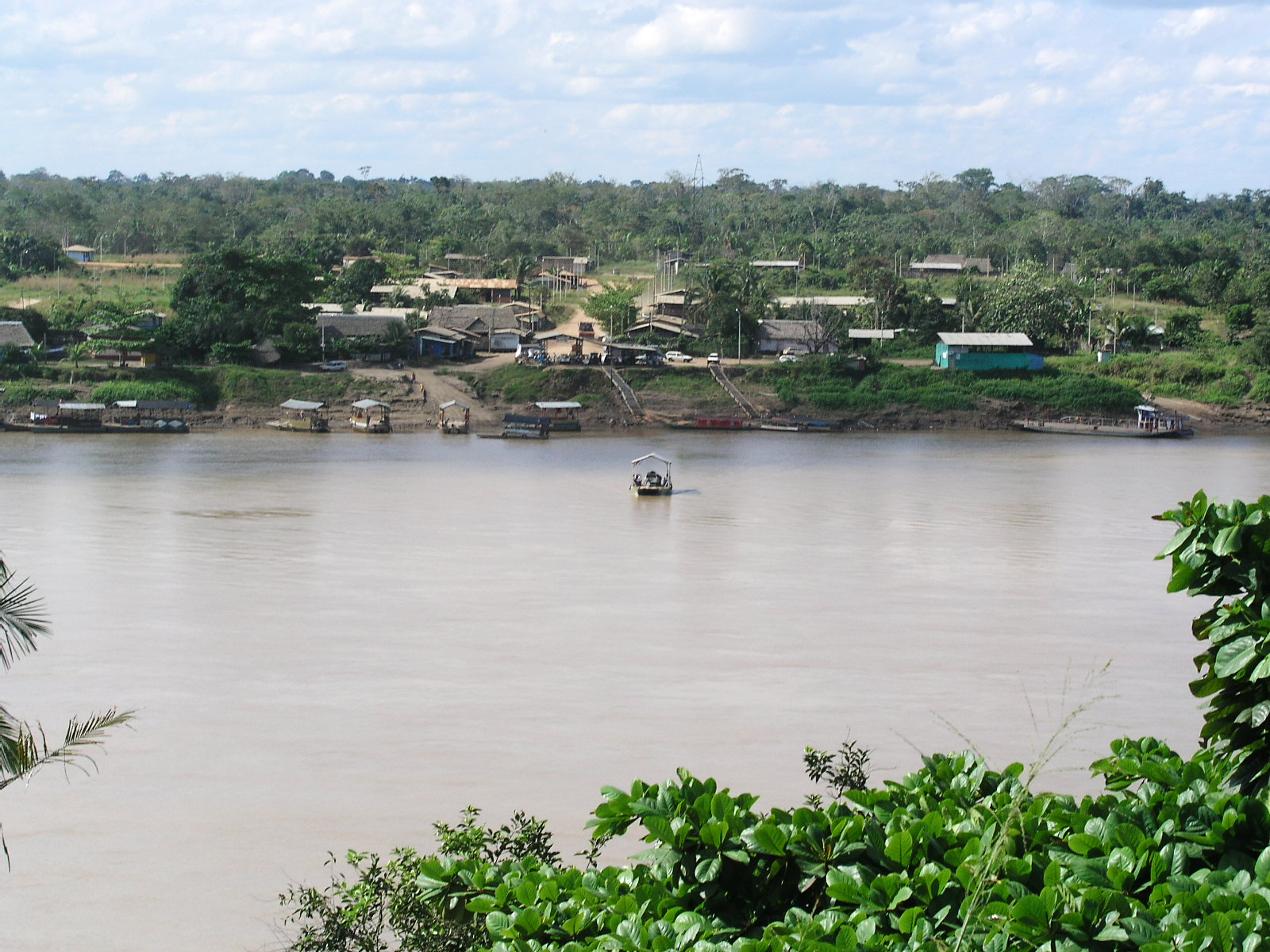
El riu a Puerto Maldonado

El Madre de Dios o Amarumayo és un llarg riu que pertany a la conca de l'Amazones. És un afluent del riu Beni. Té una longitud aproximada de 1.150 km i és un riu internacional, ja que discorre per la part sud-est del Perú (655 km per la regió de Madre de Dios) i nord-oest de Bolívia. Drena una conca de més de 100.000 km².
Es troba en una zona molt humida de l'Amazònia subandina, l'Amazònia peruana, cosa que explica el seu alt cabal. Té una molt bona navegabilitat, ja que és navegable des de Puerto Maldonado fins a la seva confluència amb el Beni.
Entre les moltes activitats que es desenvolupen en les seves riberes destaquen les plantacions de mango i la mineria d'or, a més de la tala selectiva i l'agricultura, que provoquen seriosos problemes ambientals. Al llarg del riu hi ha diversos parcs i reserves nacionals, en particular els parcs nacionals peruans de Manú (també declarat com a Reserva de la Biosfera Manú) i Bahuaja-Sonene, la també peruana Reserva Natural Tambopata-Candamo i la boliviana Reserva Nacional Manupiri-Heath.